# UFC 319
UFC 319: du Plessis vs. Chimaev foi um evento de artes marciais mistas produzido pelo Ultimate Fighting Championship que aconteceu em 16 de agosto de 2025, no United Center em Chicago, Illinois, Estados Unidos.

## Contexto
O evento marcou a oitava visita da promoção a Chicago e a primeira desde o UFC 238 em junho de 2019.
Uma luta pelo cinturão peso-médio do UFC entre o até então atual campeão Dricus du Plessis e o desafiante invicto Khamzat Chimaev foi a luta principal do evento. Esperava-se que Nassourdine Imavov servisse como reserva e potencial substituto para esta luta, mas ele anunciou um mês depois que não seria mais o caso, pois estava buscando uma luta contra Caio Borralho. Por sua vez, Borralho anunciou que seria o novo reserva do evento principal. Ele e Imavov estão programados para encabeçar o UFC Fight Night: Imavov vs. Borralho três semanas depois.
Uma luta no peso-meio-médio entre Geoff Neal e Carlos Prates aconteceu neste evento. Eles estavam originalmente agendados para se enfrentar no UFC 314 em abril, mas Neal teve que se retirar da luta devido a uma lesão.
Uma luta no peso-mosca feminino entre Karine Silva e JJ Aldrich estava programada para este evento. No entanto, Aldrich se retirou da luta por motivos não divulgados e foi substituída por Dione Barbosa.
A final do peso-mosca do The Ultimate Fighter: Team Cormier vs. Team Sonnen aconteceu no evento. A final do peso-meio-médio entre Rodrigo Sezinando e Daniil Donchenko estava marcada para o evento, mas foi transferida para o UFC Fight Night: Lopes vs. Silva um mês depois devido a uma lesão sofrida pelo lado de Sezinando.
Uma luta no peso-leve entre King Green e Carlos Diego Ferreira era esperada para acontecer neste evento. No entanto, Green sofreu uma lesão não revelada e foi retirado do combate.
Na pesagem, o vencedor do torneio peso-médio do The Return of The Ultimate Fighter: Team Volkanovski vs. Team Ortega, Bryan Battle, pesou 190 libras (86,18 kg), quatro libras acima do limite para lutas não válidas pelo título no peso-médio. A luta contra Nursulton Ruziboev estava programada para acontecer em peso-casado, porém, pouco depois, foi anunciado que o combate havia sido cancelado.

## Resultados
1. ↑  Pelo Cinturão Peso Médio do UFC.
2. ↑  Final do torneio peso-mosca do The Ultimate Fighter 33.

## Prêmios de bônus
Os seguintes lutadores receberam bônus de US$ 50.000.
- Luta da Noite: Nenhum bônus concedido
- Performance da Noite: Carlos Prates, Khamzat Chimaev, Lerone Murphy e Tim Elliott